# Auguste de Saint-Hilaire
Augustin François César Prouvensal de Saint-Hilaire dit Auguste de Saint-Hilaire, est un botaniste et explorateur français, né le 4 octobre 1779 à Orléans et mort le 30 septembre 1853 dans sa propriété de La Turpinière, à Sennely (Loiret). Il commence à faire paraître très jeune des mémoires sur la botanique et constitue sa vie durant un important herbier. De 1816 à 1822, puis en 1830, il voyage en Amérique du Sud et visite notamment le Brésil. Les échantillons envoyés au Muséum national d'histoire naturelle, à Paris, ainsi que les observations précises de l'environnement, des habitants, des animaux et surtout des végétaux durant ses voyages donnent lieu à de nombreuses publications et à la description d'espèces nouvelles.

## Biographie
Fils de François Augustin Prouvensal de Saint-Hilaire, un officier d'artillerie appartenant à la noblesse du bailliage d'Orléans, et d'Antoinette Jogues de Guédreville, Auguste de Saint-Hilaire ne s'est pas marié et n'a pas eu de descendance. Il commence à faire paraître très jeune des mémoires sur la botanique. De 1816 à 1822, il voyage en Amérique du Sud et visite particulièrement le sud et le centre du Brésil. Les observations qu’il réalise sur les végétaux de ces régions lui donnent matière à de nombreuses publications. Saint-Hilaire est élu correspondant de l'Académie des sciences le 27 décembre 1819 puis membre le 8 mars 1830 en remplacement de Jean-Baptiste de Lamarck (1744-1829). Il est président de l’Académie en 1835. Après un passage en fosse commune, son corps est à présent inhumé dans le caveau de la famille De Laage De Meux au cimetière d'Orléans.

## Hommages et postérité

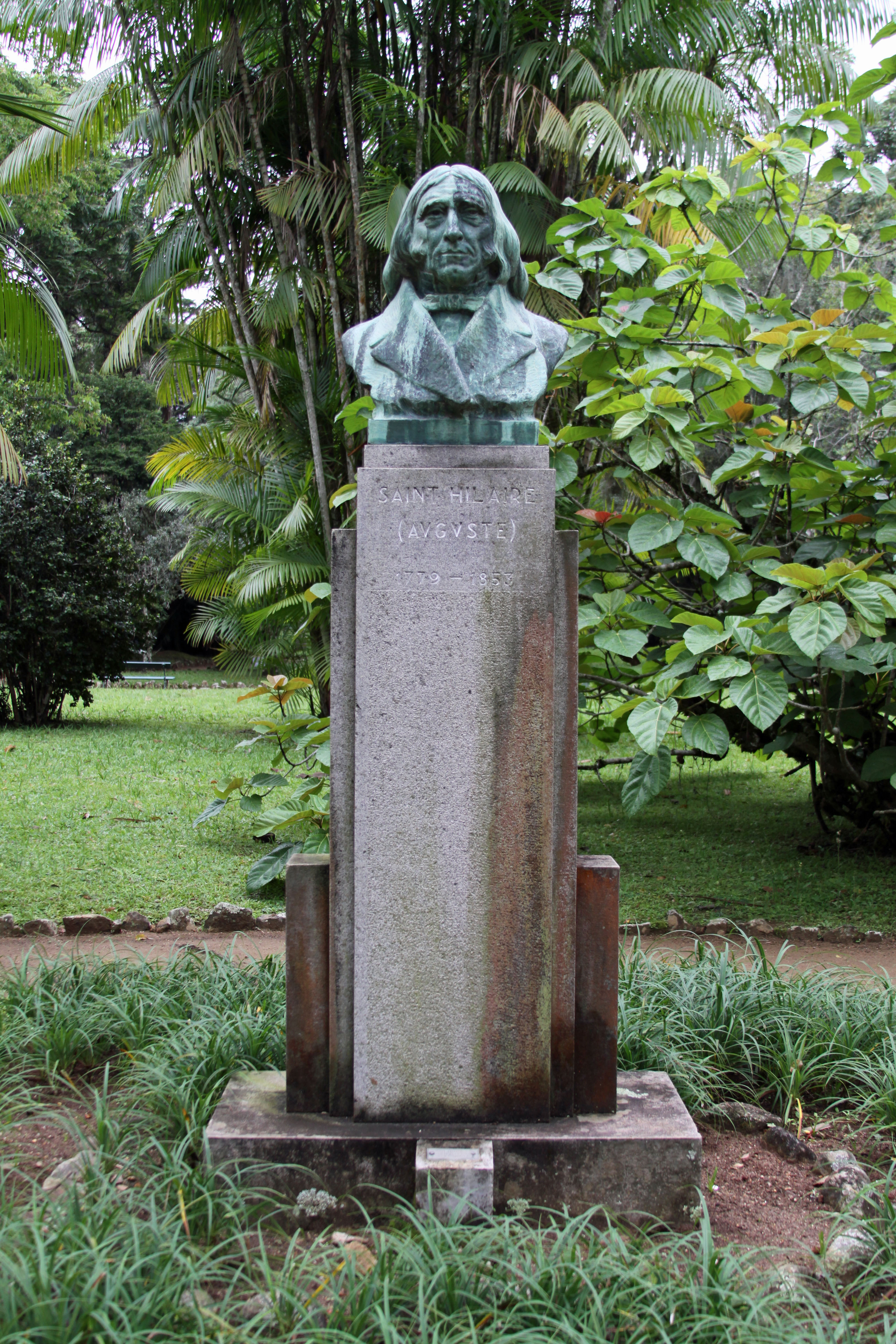
Buste dans le jardin botanique de Rio de Janeiro.

Son herbier est conservé au Muséum national d'histoire naturelle, incorporé aux collections générales. Par sa richesse en spécimens types, il est fréquemment consulté pour les révisions systématiques. Des doubles, ainsi que son matériel de France, sont conservés à Clermont-Ferrand (CLF). Par ailleurs, l'herbier de Montpellier (MPU) possède aussi des échantillons du Brésil dans l'herbier Cambessèdes. Un projet franco-brésilien de photographie et mise à disposition de ce matériel sur le WEB est en cours. Il est pour l'instant consultable sur le site des collections du MNHN (http://www.mnhn.fr/base/sonnerat.html). Un site web spécifique a été développé par le Muséum national d'histoire naturelle, l'Instituto de Botanica de São Paulo et une association brésilienne, le CRIA, il est consultable à l'adresse : http://hvsh.cria.org.br/
Le Brésil a émis en 1953 un timbre à son effigie.
Orléans a nommé une rue en son honneur en 2013.
Le genre de plantes Hilaria Kunth (1816), de la famille des Poaceae, lui est dédié.

## Saint-Hilaire et le chapeau de Jeanne d'Arc
(février 2020).
En 1789, il ne restait plus à Orléans, comme souvenir matériel de la présence de Jeanne d'Arc dans ses murs, qu'un chapeau laissé par elle chez son hôte et un cabinet construit de 1586 à 1589 avec luxe, sur l'emplacement de la chambre qu'avait habitée Jeanne d'Arc, par la même famille Colas qui avait contribué au monument de Jeanne d'Arc. Ce pavillon remarquable existe toujours dans une maison appelée l'Annonciade, rue du Tabour à Orléans. Quant au chapeau, Paul Metezeau, prêtre de l'Oratoire de Jésus, qui en avait hérité, ainsi qu'il l'établit dans un acte du 22 avril 1631, en avait fait don par le même acte, minutieusement détaillé, à la maison de l'Oratoire d'Orléans.
En 1792, les Oratoriens, croyant le sauver de la destruction l'avaient confié à madame de Saint-Hilaire, mère du botaniste de ce nom, mais des forcenés l'ayant appris la forcèrent bientôt à le leur livrer et ils le brûlèrent avec sa boîte ; M. Langlet Dufrenoy en a donné une description qui n'est pas tout à fait conforme à celle que nous avons recueillie des notes de M. Deloyne, qui l'avait vu en dernier lieu ; suivant lui, il était conservé dans une boîte de sapin ; il était en feutre gris à grands rebords, mais retroussé par devant, et le rebord attaché par une fleur de lys en cuivre doré, de laquelle descendaient des spirales (filigranes) en cuivre doré, assez nombreux et terminés par des fleurs de lis pendant sur les bords du chapeau ; la coiffe était en toile bleue. (d'après Vergnaud-Romagnési, "Extrait des comptes de la ville d'Orléans", tiré du Bulletin du bouquiniste).

## Liste partielle des publications
- Province de S. Pedro de Rio Grande do Sul, au Brésil (1 volume, Paris, Pihan de la Forest, 1823) (en ligne).
- Histoire des plantes les plus remarquables du Brésil et du Paraguay (1 volume, 30 planches, 1824) (en ligne).
- Flora Brasiliae meridionalis (3 tomes, comprenant 592 planches colorées, 1825-1832) qu’il signe avec Adrien de Jussieu (1797-1853) et Jacques Cambessèdes (1799-1863) (en ligne gallica et archive.org).
- Plantes usuelles des Brésiliens (1 volume, 70 planches, 1827-1828), signé également avec Jussieu et Cambessèdes (en ligne).
- Voyage dans les provinces de Rio de Janeiro et de Minas Geraes (2 tomes, Paris, Grimbert et Dorez, 1830) (T. I, T. II).
- Voyage dans le district des diamants et sur littoral du Brésil (2 tomes, 1833) (t. 1 et t. 2).
- Leçons de botanique comprenant principalement la morphologie végétale (1840), qui traitent de la morphologie végétale et de son application à la systématique botanique (en ligne).